# 乌鲁木齐市红山公园
乌鲁木齐市红山公园（通称红山公园，維吾爾語：قىزىلتاغ باغچىسى‎，拉丁维文：Qiziltagh baghchisi）是位于中华人民共和国新疆维吾尔自治区乌鲁木齐市水磨沟区的一处集旅游观光、人文内涵为一体的综合公园，同时也是乌鲁木齐市的地标，是中华人民共和国国家AAAA级景区。。因公园内二叠纪形成的红山而得名。
红山公园于1985年建成，在此之前经过数十年的植树绿化工程。公园总面积近42万平方米，分为主园区、叠翠园、揽秀园、长桥苑、涵丛苑、青山苑6个园区，主要景观均分布在主园区内。公园内有新疆维吾尔自治区文物保护单位红山塔；远眺楼、大佛寺、吉坛等仿古建筑；“绿花红山”纪念碑、林则徐石雕等纪念设施；南湖、摩天轮等游乐设施。公园内植物以白榆、大叶榆、大叶白蜡等为主，总绿化面积超37万平方米。清代红山已是迪化城（乌鲁木齐市）举办庙会的重要场所，如今红山公园会于农历春节前后举办红山庙会，也会根据主题不同举办不同的花展、化石展。

## 地质地理

### 红山地质
红山山体长1500米，宽1000米，最高点海拔910.6米，相对高度60米左右。山体呈东西走向，西侧为乌鲁木齐河（现为河滩快速路）。红山当地的地层属于湖相沉积，山体以二叠纪紫红色砂岩为主，也包含灰褐色页岩、粉砂岩等多种沉积岩。红山与雅玛里克山原为相连的同一山体，两座山均发现有二叠纪时期的化石。喜马拉雅构造期以来，天山山脉大幅抬升，准噶尔盆地产生南北向应力，沿乌鲁木齐河产生断裂带，同时出现以红山嘴为转折点的南北断层。乌鲁木齐河自天山乌鲁木齐河源1号冰川一路奔流而下，经长期的侵蚀冲刷，碎石顺流而下，坚硬的岩石屹立在河岸，红山逐渐形成。:20-21因红山原为内陆古湖盆，红山一带的地层中发现有多种化石，包括古鳕鱼、古鸟纲动物、介形纲动物、瓣鳃纲动物、古昆虫、芦木、羊齿植物等古生物化石。
乐平统砂岩、砾岩、粉砾岩、黑色页岩构成红山背斜，背斜核部地层的岩层连续弯曲且完整，而顶部则因风蚀不连续。背斜北翼坡度大，倾向330°到335°，倾角53°到69°；南翼坡度小，倾向100°到155°，倾角37°。枢纽大致方向向东倾伏。红山逆断层位于背斜南翼，规模较小。断层有薄层断层泥和糜棱岩，两盘底层错动明显，上盘有牵引现象。牵引褶曲的弧顶指向断层面上方。因为红山山体岩石种类较多，岩性有些坚硬有些较软，加之不同地段风化作用强弱不一，红山山体岩石裸露地段存在差异风化导致的大小不同的风蚀洞。

### 位置分布
红山公园位于中华人民共和国新疆维吾尔自治区乌鲁木齐市水磨沟区红山路北一巷40号，是乌鲁木齐市市区面积第二大的公园，总面积近42万平方米。红山公园可分为六个园区，分别是面积超过26万平方米的主园区、近10万平方米的叠翠园（原红山公园东园）、2万平方米有余的揽秀园、各1万平方米有余的长桥苑（原西大桥东游园）、涵丛苑（原西大桥西游园）、青山苑。

## 红山历史

### 公园前身

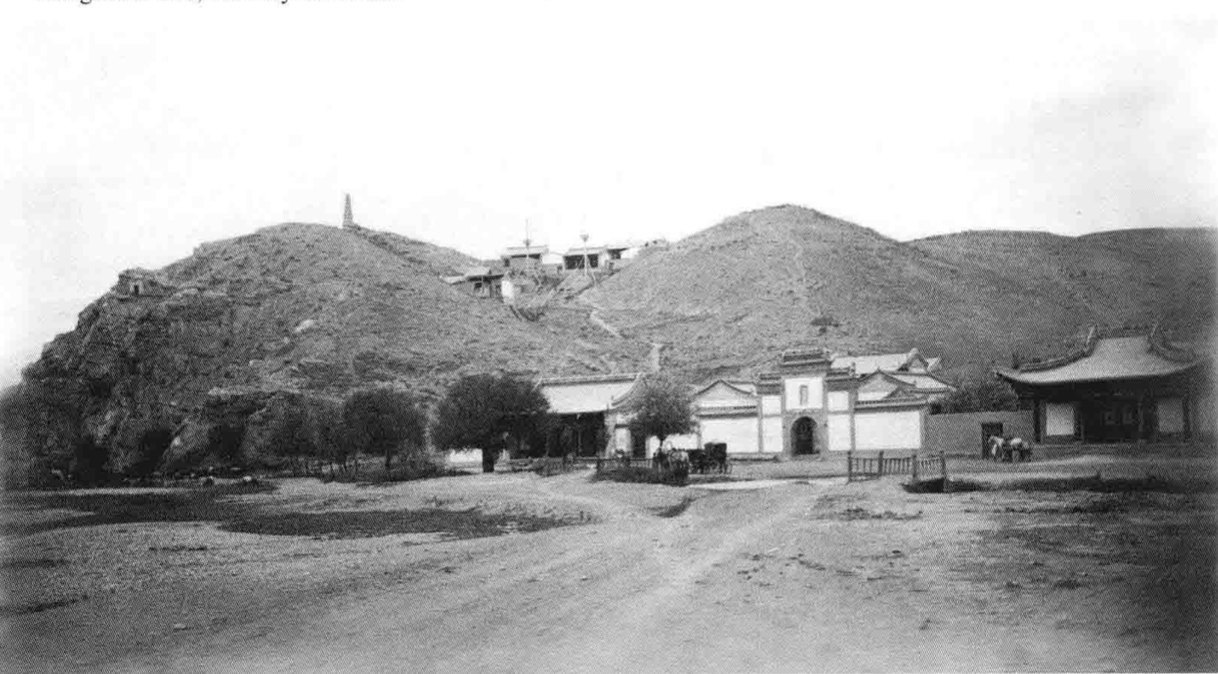
20世纪初的红山脚下，可见古庙群

红山旧称上方山、北极山、虎头山等，俗名红山嘴、红山嘴子。牧居于此的厄鲁特部落常将红山与博格达峰联系起来，视为神灵。厄鲁特部落的牧民在红山顶筑有祭祀的鄂博。纪昀在其《乌鲁木齐杂诗之典制·其三》中记载了迪化城（今乌鲁木齐市）西虎头峰红山的鄂博做祀神所用，牧民看见鄂博则会下马作礼。一直到19世纪初，祁鹤皋所著《西陲竹枝词·鄂博》中依然提及了红山顶上的鄂博。因在厄鲁特部落眼中红山可与博格达峰看作同一神灵，故有了登红山遥祭博格达峰的礼规。乾隆年间，清廷将红山作为遥祭博格达峰的永久圣地。乾隆四十四年（1779年）在红山顶上修建玉皇庙，玉皇庙位于现红山塔和南翼凉亭之间的山坳处，为四合庙院，庙内供奉玉皇、雷神、电神、风神、雨神之牌位。乌鲁木齐都统明亮将乾隆四十六年（1781年）祭事之祭文立碑，不过石碑已不知去向。彼时每年定期举办红山庙会。
乾隆五十年（1785年）到乾隆五十一年（1786年），连续两年乌鲁木齐河肆虐泛滥，沿岸居民损失惨重。彼时出现了红山和雅玛里克山即将衔接，河水会被堵，迪化城即将变成汪洋大海的传言。乌鲁木齐都统尚安于乾隆五十三年（1788年）在红山和雅玛里克山山顶各造宝塔一座，以镇压两座山，位于红山的便是红山塔。此后在红山脚下先后建有大佛寺、北斗宫、地藏府、海神庙、火神庙等庙宇，形成寺庙群，红山成为当时迪化城的佛教胜地。其中大佛寺是迪化城的佛教活动中心，大佛寺修建于嘉庆元年（1796年），每年佛诞、成道日等佛教重要日期会举办相应典礼。大佛寺由山门、配殿、大雄宝殿等组成，位于红山最东端。三皇庙与大佛寺一墙之隔，分前后两院。地藏庙位于最西端，有山门和大殿。
1933年4月12日，四一二政变爆发。主政新疆的新疆边防督办金树仁下台，从迪化城出逃至红山玉皇庙内。金树仁催促驻守在水塔山（与红山相望，现属水磨沟风景区的一部分）的盛世才出兵平叛，但盛世才无动于衷，甚至开炮轰击金树仁大本营。金树仁在玉皇庙墙壁上题诗骂盛，随后逃走。盛世才得知金树仁辱骂他，放火烧毁玉皇庙。又以破除迷信为由，关闭红山山脚的古庙群。1942年，盛世才政府举办“全疆手工业展览会”，拆除了古庙群的所有神像，又将古庙群的殿堂楼阁拆建为公用房屋。1944年后，中华民国国军驻扎于此，古庙群罕有留存。

### 公园建设
新疆和平解放前后，红山仅存红山塔和残存的庙宇山门一处，红山则鲜有植物生长。1950年代中期，乌鲁木齐市人民政府决定绿化红山并恢复红山名胜。1958年，红山公园修建工程委员会成立，开始修建水泵和蓄水池，为绿花红山提供条件。新疆军区副参谋长任晨率中国人民解放军在红山种下的首批榆树苗，长达数十年的绿化红山工程正式开始，乌鲁木齐市工人、学生、解放军、各族群众数十万人参与到绿化红山的工作中。1959年，在原玉皇庙遗址周围修建望亭。1983年，位于红山南翼的六角亭修建完成。1984年开始，红山开始铺设沥青混泥土道路，并增设八角凉亭等设施。1985年5月，红山公园（主园区）正建成并对外开放。不过成规模的绿化工作持续到了1988年方才结束。1988年，王恩茂为红山绿化的建设者们题词，乌鲁木齐市人民政府后将其竖为纪念碑。同一年还修建了接待大厅和人工瀑布等设施。1989年9月在红山塔北测的山腰处立林则徐石雕。同时修建了人工湖“南湖”及相关设施。1990年，原本位于山脚的大佛寺山门按原样于山顶处重建，并开始重建大雄宝殿、厢房、藏经阁等建筑。1992年，大佛寺和远眺楼相继完成建设并开放。1993年，根据清代地方官员会举办祭山仪式的情景所修建的吉坛建设完成。1995年红山摩天轮建成，成为乌鲁木齐标志之一。
进入21世纪后，红山公园于2002年启动亮化工程，成为乌鲁木齐市首个夜景公园。从2007年起，红山公园成为乌鲁木齐市四家免费对外开放的公园之一。2010年代前后，红山公园曾规划建立红山景区。2008年开始，乌鲁木齐市人民政府计划2年内完成红山公园绿化改造工程，该工程为当年20件为民办实事工程之一。工程计划将周围建筑物拆除、将红山公园周边的乌鲁木齐人民公园、揽秀园、西大桥两侧游园等公园和绿地连成一片，形成红山景区并试图建设为国家AAAAA级景区。2009年，红山公园扩建改造一期工程已经开工，坐落在红山脚下的麓溪苑宾馆已被拆除。次年，红山完成绿化改造，首次引入了胡杨等树种。然而此后改造工程因与部分居民难以达成拆迁补偿协议长期陷入停滞，一些建筑拆除一半，部分未拆除的房屋依然有人居住。
2014年到2015年，运行近20年的红山摩天轮被更换，并且于2016年开始冬季运行。2016年，乌鲁木齐市人民政府投资升级改造红山公园，对大佛寺、揽秀园、远眺楼等仿古建筑进行修缮。2018年，红山公园历时数月完成夜景亮化工程，逢节假日红山公园会开启灯光模式。2022年到2023年，红山公园对数个非主园区进行景观提升改造。2022年7月，红山公园在青山苑、长桥苑、涵丛苑种植超过15万株乔木、灌木、花卉等植物，并新增座椅、公共照明设施。2023年7月，红山公园东园改造完成并更名为叠翠园对外开放。景观提升改造补植乔木、灌木、花卉等植物超过13.6万株，并新修建休闲健身设施、观景木栈道等设施。

## 主要植被
红山公园的绿化工程之初，基于“适地适树”的原则，主要种植旱生植物为主，包括榆树、沙枣、枸杞等。随着水源的解决、条件的改善，白榆、大叶榆、大叶白蜡等成为公园的优势植物。此后，还新移栽包括胡杨、银杏、白桦、雪岭云杉在内的不同新树种。几经引种、补种后，红山公园灌木、乔木近百种。公园土壤为土层厚度20到100厘米的换填土，生态系统多为榆树与草坪组成的乔木-草坪生态系统，乔木以白榆等为主，本特草、高羊茅、黑麦草为主要草本植物。截止2016年，红山公园总绿化面积超37万平方米，所植灌木、乔木近8.5万株，其中主园区绿地面积超过23万平方米，灌木、乔木4.5万余株。

## 主要建筑
红山公园主园区南门紧临河滩快速路入口，道路常年拥挤，同时也是园区主要出入口，人流量最大。东门与新民西街相接。红山公园内有“塔映斜阳”“虎头赤壁”“古楼揽星”“石碑英烈”“佛庙云烟”“吉坛遥祭”“红山瀑布”“林中栈道”“太白崖洞”等多个景点，相对应的是不同的建筑、设施、自然风光。
从南门进入红山公园主园区即能看到“绿化红山”纪念碑，纪念碑南侧为王恩茂“前人绿化，后人幸福”题词，北侧记载了红山公园的历史。纪念碑北侧为人工湖“南湖”，南湖面积7000平方米，有石拱桥横跨南湖南北岸。湖中还架有12折曲桥，曲桥连接六角湖心亭，因亭刻有9条龙，故被命名为九龙亭。南湖北侧即红山断崖，近处有宽9米，落差18米的瀑布，瀑布后有几孔形态不同的山洞。远处可见红山南侧以红色花岗岩为主要原材料建造的二层六角亭“憩亭”。:126-131
跨过石拱桥，可见登山石阶，由红色砂岩条石铺砌而成的石阶宽4米有余，共332级，其间有超过十处平台。石阶两侧即绿化红山种植的各种树木。石阶上层为全长130余米的红山游廊，游廊为半壁长廊，建有漏窗，廊顶和外沿有山水花鸟图案。红山游廊两端各有一仿古亭。穿过游廊继续向上则会到达有三层青石栏杆的正方形台基，其上是占地1150平方米，高近22米的三层四角仿清建筑——远眺楼，远眺楼为红山公园景胜中心，在此可俯览乌鲁木齐市。:126-131
沿道路继续前走，可到达红山塔。红山塔塔高10.5米，为六面九级青砖实心塔。红山塔前铺有16台56级踏步。从红山塔拾级而下可见林则徐的汉白玉全身雕像，雕像高近2米，底座1.5米。侧面刻有林则徐在伊犁谪寓回赠友人的《金缕曲·寄黄壶舟》中一句“任狂歌，醉卧红山嘴。风劲处，酒鳞起。”雕像旁有禁毒铜鼎。沿山路向下有建筑风格中西合璧的接待厅——龙泉阁，旁有水池、三级瀑布。继续下行为大佛寺，大佛寺建有山门、大雄宝殿、二层藏经阁、东西厢房、放生池，所供神像包括释迦牟尼、弥勒佛、观世音、地藏王、四大金刚、十八罗汉等。:126-131
沿路继续向下可达公园东门，也有通向其他景点的路径。在远眺楼背后的半山腰有山洞，山洞长460米，纵横交错，面积达1300平方米。山洞原为20世纪50年代所修建的人防工程，后改为聊斋宫的“珍奇洞”，后又更名为地宫。山洞内有民间神话、传说为题材的用雕塑、彩绘造景。:126-131吉坛是仿北京天坛样式的三层同心圆坛，最大半径近11米。红山公园的摩天轮直径45米，共有26个厢体。

## 称号与管理职能
21世纪初，红山公园获乌鲁木齐市爱国主义教育基地称号。2003年12月，红山公园被中国共产党乌鲁木齐市委员会宣传部组织评选为“乌鲁木齐新十景”。2003年，红山公园被列为国家双A级景区，2006年升级为国家AAAA级景区。
红山公园单位全称为乌鲁木齐红山公园，是隶属于乌鲁木齐市林业和草原局（乌鲁木齐市园林管理局）的差额补贴事业单位。除了提供娱乐场所、维护管理绿地和树木、维护管理游览娱乐项目外，红山公园还会开展科普宣传教育以及提供应急避难场所。

## 民俗活动
清代，红山嘴子庙会是迪化城居民的传统民俗活动。红山庙会在每年佛诞（农历四月初八）到四月十五举办，在这段时间居民会前往红山登山朝庙，烧香拜佛。古庙群前民间艺人或变戏法，或耍中幡，或拉洋片，或耍猴卖药，或舞枪弄剑，还会进行达瓦孜表演。戏班会搭建露天舞台，每日唱庙戏，包括京剧、老桄桄子（秦腔）、新疆曲子等戏曲。红山脚下乌鲁木齐河东岸的一条碎石路上会举办赛走马活动，不仅汉族会参加，维吾尔族等民族的骑手也会参与到赛走马的活动之中。现在的红山庙会自2017年起举办，每届庙会从春节前后会持续到元宵节。庙会会举办社火、戏曲、舞狮、猜灯谜等传统活动，也有剪纸、刺绣等非遗展演，庙会上还会售卖多种食物、年货。其中几年还会举办灯光秀、冰灯冰雕秀等展示。
如今除春节举办红山庙会外，红山公园常年在不同季节举办春季花展、郁金香展、荷花展、菊花展、化石展等展览。花展会选择在远眺楼、大佛寺内举办。《乌鲁木齐市红山公园“一会五展”》是乌鲁木齐市文化和旅游局（市文物局）评选的《乌鲁木齐市特色旅游品牌名单》之一。另外，节假日红山公园会举办相应主题的活动。